# Friedrich Erhard Niedt
Friedrich Erhard Niedt (getauft 31. Mai 1674 in Jena; † 13. April 1708 in Kopenhagen) war ein deutscher Jurist, Musiktheoretiker und Komponist.

## Leben
Niedt wurde 1694 an der Universität Jena immatrikuliert. Er wirkte dort nach dem Studium  als Notar. Gegen 1700 ging er über Hamburg nach Kopenhagen.

## Kompositionen
- 6 Suiten für Oboe und Generalbass

## Schriften
- Musicalische Handleitung (1700, 1710)
- Handleitung zur Variation (Hamburg 1706, 1721)
- Musicalische Handleitung dritter und letzter Theil (herausgegeben von Johann Mattheson 1717)
- Musicalisches ABC zum Nutzen der Lehr- und Lernenden (Hamburg 1708)